# Закшевська-Воля (Груєцький повіт)
Закшевська-Воля (пол. Zakrzewska Wola) — село в Польщі, у гміні Груєць Груєцького повіту Мазовецького воєводства.
Населення — 60 осіб (2011).
У 1975-1998 роках село належало до Радомського воєводства.

## Демографія
Демографічна структура станом на 31 березня 2011 року:
|          | Загалом | Допрацездатний вік | Працездатний вік | Постпрацездатний вік |
| -------- | ------- | ------------------ | ---------------- | -------------------- |
| Чоловіки | 29      | 5                  | 18               | 6                    |
| Жінки    | 31      | 6                  | 19               | 6                    |
| Разом    | 60      | 11                 | 37               | 12                   |